# Oberer Herzogberg
Oberer Herzogberg ist ein Ort in der Weststeiermark sowie eine Streusiedlung in der Marktgemeinde Edelschrott im Bezirk Voitsberg in der Steiermark.

## Lage und Geographie
Die Streusiedlung Oberer Herzogberg liegt im südöstlichen Teil der Marktgemeinde Edelschrott, im Südosten der Katastralgemeinde Edelschrott. Die Grenzen des Ortes sind nicht genau definiert, aber als Oberer Herzogberg werden die östlich des Dorfes Modriach und der Streusiedlungen Oberer und Unterer Modriachwinkel sowie nördlich und östlich des Modriachbaches, an den Ausläufern und Hängen des Laudonkogels, des Schusterbauerkogels und des Randlofens gelegenen Häuser bezeichnet. Im Norden liegen die beiden Streusiedlungen Herzogberg und Mittlerer Herzogberg.
Im Norden des Oberen Herzogberges verläuft die Süd Autobahn A 2 und der Herzogbergtunnel.

## Geschichte
Die Geschichte des Oberen Herzogberges hängt direkt mit dem Ort Herzogberg zusammen. Der heutige Ort entstand zusammen mit dem Rest von Herzogberg im Hochmittelalter auf einem Rodungsgebiet und bestand ursprünglich aus Einzelhöfen mit Einödfluren.
In Folge der Theresianischen Reformen wurde der Ort dem Grazer Kreis unterstellt und nach dem Umbruch 1848 war er bis 1867 dem Amtsbezirk Voitsberg zugeteilt. Mit der Konstituierung der freien Gemeinden im Jahr 1850 kam der Ort zu der freien Ortsgemeinde Edelschrott.

## Wirtschaft und Infrastruktur
Wie auch der Rest von Herzogberg, so ist auch der Obere Herzogberg land- und forstwirtschaftlich geprägt.
Im Norden verläuft die Süd Autobahn A 2 und der rund 2 Kilometer lange Herzogbergtunnel am Oberen Herzogberg vorbei. Der Herzogbergtunnel wurde zwischen April 1977 und 1981 erbaut, eine zweite Röhre wurde zwischen 2001 und 2005 errichtet.